# Эндара, Гильермо
Гилье́рмо Энда́ра Галима́ни (исп. Guillermo David Endara Galimany; 12 мая 1936, Панама — 28 сентября 2009, там же) — президент Панамы (20 декабря 1989 — 1 сентября 1994).

## Биография
Окончил юридический факультет Панамского университета, затем получил дополнительное высшее образование в Нью-Йоркском университете.
Политическую карьеру начал в 1961 г. в качестве одного из основателей Панаменистской партии (Панамистской партии, Partido Panameñista), возглавляемой Арнульфо Ариасом. Через три года, в 1964 г. проиграл выборы на пост депутата. Неудача была связана с коррупционным скандалом в рядах панаменистов.
В 1968 г., когда Ариас уже в третий раз пришёл к власти, Г. Эндара получил портфель министра планирования и экономической политики. Однако правление А. Ариаса на этот раз длилось всего 11 дней и, как и в предыдущие два раза, он был свергнуто в результате военного переворота. Эндара уходит в подполье, но в 1971 г. арестован, заключён в тюрьму, а затем выслан в США.
В 1977 г. вместе с другими панамскими оппозиционерами возвращается в Панаму и, фактически возглавив Панаменистскую партию, ратует за возвращение во власть Ариаса, «трижды свергнутого президента Панамы».
В 1989 г. заключил союз с рядом оппозиционных партий, Альянс оппозиционных политических партий (ADOC), и выдвигает свою кандидатуру на президентских выборах. 7 мая 1989 г. вместе со своими двумя кандидатами в вице-президенты, Рикардо Ариасом и Гильермо Фордом, возглавил демонстрацию в знак протеста против фальсификации выборов Мануэлем Норьегой. Считается, что на прошедших в этот день всеобщих выборах он получил 62,5% голосов, однако итоги выборов были аннулированы. В ходе трёхдневных столкновений протестующих с правительственными силами 8-10 мая был ранен.
3 октября 1989 года группа офицеров панамской армии при поддержке США предприняли попытку вооружённого переворота с целью смещения Норьеги. Руководителями заговорщиков являлись офицеры, прошедшие военное обучение в США — майор Мойсес Гирольди Вега, полковник Г. Вонг, полковник Оу Вонг и подполковник Паласиос Гондола. В ходе попытки переворота были убиты майор Вега и 9 других заговорщиков, ещё 37 участников переворота были арестованы, а двое руководителей заговора скрылись на территории военной базы США Форт-Клейтон. Немедленно после подавления заговора Норьега инициировал расследование, в результате которого ряд военнослужащих панамской армии были арестованы, расстреляны или бежали из страны. Правительство США осудило действия Норьеги. 7 октября Г. Эндара был задержан, в результате расследования было установлено, что он знал заранее о подготовке переворота, дате и времени вооружённого выступления: за два часа до начала путча он покинул небоскрёб «Вальярино» (в котором проводил «голодовку протеста» в присутствии журналистов) и объявился только спустя 48 часов после окончания операции по разоружению заговорщиков.
20 декабря 1989 г. началось вторжение США в Панаму, в ходе которого правительство Панамы было свергнуто. В то время как авиация США бомбила разные точки столицы Панамы, Эндара был приведён к присяге в качестве конституционного президента Панамы на церемонии, проходившей на военной базе США Форт Клейтон, расположенной в зоне канала, куда он был доставлен. В его правительстве, впервые за много лет, портфели получили исключительно белые граждане страны.
Немедленно после прихода к власти начал кампанию по борьбе с памятью о президенте Торрихосе, который выступал за национализацию зоны Панамского канала. Уже в первые три месяца после вторжения были изданы новые школьные учебники, в которых эра правления Торрихоса и Норьеги была названа как «21 год военной диктатуры»; также были переименованы международный аэропорт Панамы и муниципальный стадион, ранее названные именем Торрихоса.
10 февраля 1990 года объявил о расформировании вооружённых сил Панамы (Fuerzas de Defensa de Panamá). В октябре 1994 года Национальное собрание по его настоянию приняло поправку, отменяющую вооружённые силы в стране, сделало Панаму второй, после Коста-Рики подобной латиноамериканской страной.
В 1990 году был одним из основателей Арнульфистской партии, но в 2004 году дистанцировался от партии из-за резких разногласий с президентом партии Мирейей Москосо.
В августе 1990 г. происходит первый кризис правительства, неожиданно отправлен в отставку начальник полиции.
В начале 1991 года коалиция ADOC начала распадаться, когда Г. Эндара, Р. Ариас и Г. Форд начали публично критиковать друг друга. 8 апреля, обвинив Христианско-демократическую партию Ариаса в том, что она не присоединилась к его поддержке во время голосования в Национальной Ассамблее по импичменту (проект был внесён оппозицией, ХДП в целом воздержалась при голосовании), Эндара удалил Ариаса из кабинета. Ариас подал в отставку с поста вице-президента 17 декабря 1992 года, заявив на пресс-конференции, что правительство Эндары "не слушает людей и не имеет смелости вносить изменения".
К середине 1992 года Г. Эндару поддерживали лишь 12% населения страны, а безработица выросла до 19%. В то же время ВВП страны за годы его правления рос на 8%. Среди других финансовых скандалов жена Эндары Анна Мэй Диас была обвинена в перепродаже еды, подаренной Италией в виде гуманитарной помощи беднякам (одновременно она неожиданно выиграла 125000 долларов в национальной лотерее и отказалась пожертвовать их на какие-либо цели).
В 1994 г. Эндара не выдвинул свою кандидатуру на очередных президентских выборах. В 2004 году баллотировался на выборах в качестве кандидата от Партии солидарности, набрав 30,8% голосов и заняв второе место после Мартина Торрихоса Эспино. На выборах 2009 года набрал только 2,38%.
В 2007-2009 возглавлял основаннум им сам партию Моральный Авагард Родины (Vanguardia Moral de la Patria), распавшуюся после поражения на выборах 2009 года..
После второго брака, на Анне Мэй Диас, которая была младше его на 31 год, получил прозвище "Счастливый толстяк" (El Gordo Feliz), так как всю жизнь имел избыточный вес — около 120 кг.
Умер от инфаркта 28 сентября 2009 года в своём доме.